# 交涉
《交涉》（：／）是一部2023年上映的韓國犯罪動作片，根據2007年發生的塔利班挾持韓國人事件進行改編，由《小森林》導演林順禮執導，並由黃晸玟、玄彬及姜其永主演，2023年1月18日在韓國上映，香港上映時間為2023年2月2日，台灣上映時間為2023年2月3日。

## 劇情概要
一名國情院特工和外交官在阿富汗的故事，有23名韓國籍傳教士及志願者在阿富汗被俘虜，韓國國家情報院探員和外交通商部外交官為了拯救身陷危險的韓國公民，前往阿富汗展開談判。

## 演員陣容

### 主要人物
| 演員   | 角色   | 介紹 |
| 黃晸玟 | 鄭宰浩 | 專門負責交涉的外交官，為了在恐怖襲擊日常化的紛爭地區解救人質，他平生第一次被派遣到阿富汗執行任務。在大韓民國外交史上沒有先例、沒有指南、任何外交協議都行不通的大規模綁架事件中，他堅信“外交就是保護本國國民安全”，在每時每刻都在變化的極限狀況下，他努力做出最好的選擇。此外，與堅持遵循原則進行交涉的自己不同，當地國情院要員朴大植認為救活人質必須採取符合當地情況的變相方法，因此兩人對立。 |
| 玄彬   | 朴大植 | 國家情報院探員，專門負責中東、中亞地區事務，擁有豐富的在地經驗。因過去的伊拉克的綁架事件未能救出人質而造成心理陰影，因為對於只想利用自己的上級感到失望，本打算辭職，但聽到韓國人被綁架並有生命危險的消息後，他毅然前往阿富汗。抱著不管用什麼方法都要救出人質的信念，他試圖以最適合當地的方式解決事件，卻與提出遵循原則和程序的交涉專門外交官鄭宰浩產生矛盾。                               |
| 姜其永 | 李奉漢 | 又名卡西姆，在阿富汗街頭生存下來的雜草般的韓國人，喜歡伊斯蘭教經上極端刑罰對象的賭博和飲酒。雖然一開始是為了錢而繼續街頭生活，之後因賭博和欺詐而被關入監獄，此時朴大植提議他擔當翻譯並讓他從監獄中釋放，因此他加入了交涉作戰。 |

### 其他人物
| 演員          | 角色     | 介紹 |
| 全晟佑        | 車民勇   | 韓國駐阿富汗大使館書記官，外交部對應組中最年輕的成員，在緊迫的交涉時間線中作為書記盡職盡責。                             |
| 朴亨洙        | 朴戰略   | 外交部對應組成員，適時適地提出交涉作戰所需的戰略。                                                                       |
| 安昌焕        | 沈政甫   | 外交部對應組成員，比任何人更快速地掌握作戰所需的國內外信息。                                                             |
| 鄭載成        | 金次長   | 為解決綁架案而派往阿富汗的外交部對應組組長，是一位忠實執行部長的決定和外交手冊的高級公務員。                             |
| 布莱恩·拉金   | 阿卜杜拉 | 阿富汗当地掮客，假装向首次踏入混亂之地的外交部對應組提供幫助，但為了達到自己本來的目的，卻使對應組全體人員陷入危險之中。 |
| 李承哲        | 崔成植   | 韓國外交部長官。 |
| 徐相元        | 趙局長   | |
| 崔鄭仁        | 洪美淑   | 韓國被綁架人質之一。 |
| 申文成        | 宣教士   | 韓國被綁架人質之一。 |
| 法希姆·法茲里 | 努尔哈克 | |
|               |          | 阿富汗代表。 |
|               |          | 普什圖部落首領。 |
| 朴成根        |          | 青瓦台秘書室長。 |
| 張明峽        |          | 國情院院長。 |
| 宣旭鉉        |          | 警衛室長。 |
| 李正烈        |          | 國防部長官。 |
| 黃寶凜星      | 金慧英   | 韓國被綁架人質之一。 |
| 高荷          | 李珍熙   | 韓國被綁架人質之一。 |
| 徐智英        |          | 金慧英的母親。 |
| 徐東甲        |          | 洪美淑的丈夫。 |
| 白珠熙        |          | YBS政論節目PD。 |
| 全國香        |          | 韓國被綁架人質之一朴成鎮的母親。                                                                                         |
| 權赫          |          | 韓國外交部首爾對策總部事務官。                                                                                           |

### 特別出演
| 演員   | 角色   | 介紹             |
| 朴元相 |        | 辯論節目主持人。 |
| 姜末今 | 金恩姬 |                  |
| 南明烈 |        | 總統。           |
| 李智愛 |        | 韓國新聞主播。   |

## 製作

### 拍摄
由於無法在限制入境的阿富汗進行拍攝，但拍攝地又必須滿足風景與阿富汗最為相似和拍攝基礎設施完備等諸多條件，製作組最終選擇在約旦進行拍攝，約旦不僅擁有與阿富汗相似的風景，還有《阿拉伯的劳伦斯》、《火星救援》、《星際大戰》等影片拍攝地的瓦地伦沙漠。該片原定2020年3月開拍，但因2019冠狀病毒病韓國疫情爆發導致約旦禁止韓國人入境，因此拍攝被迫推遲。製作組先在韓國拍攝海外戲份中的室內場面，同時推進獲得約旦的入境許可，最終約旦政府特別批准了製作組的入境申請，於同年7月13日前往約旦進行海外拍攝，9月12日結束拍攝返回韓國。
主体拍摄于2020年4月18日开始进行，同年9月14日正式杀青。

### 損益平衡點
據媒體報導，《交涉》的純製作費用約為150億韓元，總製作費用約為170億韓元，损益平衡点推算為350萬觀影人次。

## 發行
2022年12月7日，發行商公開首波預告海報及預告片，正式宣佈《交涉》將於2023年1月18日在韓國上映。

### 宣傳
黃晸玟、玄彬分別由於電影《老手2》和《哈爾濱》的拍攝行程無法協調，不參與上映前的宣傳採訪，只有導演林順禮會與媒體記者進行面對面採訪。

## 反響

### 票房
《交涉》自上映首日至1月26日連續9日蟬聯單日票房第一，累計票房突破120萬名觀影人次。
| 上一届： 《阿凡達：水之道》 | 2023年韩国周末票房冠军 第3周 | 下一届： 《THE FIRST SLAM DUNK》 |

## 獎項榮譽
| 年份   | 頒獎典禮           | 獎項                | 入圍者 | 結果 | 參     |
| ------ | ------------------ | ------------------- | ------ | ---- | ------ |
| 2023年 | 第59屆百想藝術大獎 | 電影部門 男子配角獎 | 姜其永 | 提名 | [ 23 ] |
| 2023年 | 第32屆釜日電影獎   | 最佳导演            | 林顺礼 | 提名 |        |
| 2023年 | 第32屆釜日電影獎   | 最佳男配角          | 姜其永 | 提名 |        |
| 2023年 | 第59屆大鐘賞       | 最佳男配角          | 姜其永 | 提名 |        |
| 2023年 | 第59屆大鐘賞       | 最佳導演            | 林順禮 | 提名 |        |

## 外部鏈接
- NAVER上《交涉》的資料
- Daum上《交涉》的資料

- 韩国电影数据库（KMDb）上《交涉》的資料
- 互联网电影数据库（IMDb）上《24小時救參行動》的资料（英文）
- 豆瓣电影上《交涉》的資料 （简体中文）